# Pas Tang
Pas Tang (persiska: پس تنگ, Pas Chāt) är en ort i Iran.   Den ligger i provinsen Khuzestan, i den centrala delen av landet, 400 km söder om huvudstaden Teheran. Pas Tang ligger 629 meter över havet och antalet invånare är 131.
Terrängen runt Pas Tang är bergig österut, men västerut är den kuperad. Pas Tang ligger nere i en dal. Runt Pas Tang är det ganska tätbefolkat, med 56 invånare per kvadratkilometer. Närmaste större samhälle är Paschāt, 3,0 km öster om Pas Tang. Omgivningarna runt Pas Tang är i huvudsak ett öppet busklandskap.